# Михайлюк Іван Олексійович
Іван Олексійович Михайлюк (нар. 1949 в селі Рудники, нині Коломийського району Івано-Франківської області) — український науковець-патологоанатом, доктор медичних наук, професор, завідував багато літ кафедрою в Івано-Франківській медичній академії.

## Життєпис
У 1976 закінчив Івано-Франківський медичний інститут, навчався в аспірантурі з 1981 по 1984.
У 1985 році захистив кандидатську дисертацію на тему рос. «Структурные основы механизмов нейроэндокринной (паракринной) регуляции поджелудочной железы». Кандидат медичних наук з 1985 року.
У 1991—1992 навчався в докторантурі. У 1994 захистив докторську дисертацію на тему «Морфологія легень людини в антенатальному періоді розвитку і при хворобі гіалінових мембран». Доктор медичних наук з 1994 року.
Професор кафедри патоморфології та судової медицини Івано-Франківського національного медичного університету з 1995 року. Завідувач цієї кафедри з 1997 по 2019.

## Наукова діяльність
Організатор і засновник журналу «Галицький лікарський вісник». Автор 123 наукових праць.

## Громадська діяльність
Голова обласної філії Асоціації патологоанатомів України.